# Championnats du monde d'aviron 2002
Navigation
Lucerne 2001 Milan 2003
Les championnats du monde d'aviron 2002 se sont tenus du 15 au 22 septembre 2002 à Séville, en Espagne.

## Podiums

### Hommes
| Épreuves                           | Or | Or            | Argent | Argent        | Bronze | Bronze        |
| ---------------------------------- | --- | ------------- | --- | ------------- | --- | ------------- |
| Skiff M1x                          | Allemagne Marcel Hacker | 6 min 36 s 33 | Slovénie Iztok Čop | 6 min 39 s 00 | Norvège Olaf Tufte | 6 min 39 s 45 |
| Deux de couple M2x                 | Hongrie Ákos Haller Tibor Pető | 6 min 05 s 74 | Italie Agostino Abbagnale Franco Berra | 6 min 06 s 93 | Allemagne André Willms Andreas Hajek | 6 min 07 s 77 |
| Quatre de couple M4x               | Allemagne René Bertram Stephan Volkert Marco Geisler Robert Sens                                                                                             | 5 min 39 s 57 | Pologne Adam Bronikowski Marek Kolbowicz Slawomir Kruszkowski Adam Korol                                                                            | 5 min 40 s 43 | Italie Mattia Righetti Marco Ragazzi Rossano Galtarossa Simone Raineri                                                                             | 5 min 43 s 62 |
| Deux de pointe avec barreur M2+    | Allemagne Lars Krisch Andreas Werner Claus Müller-Gatermann                                                                                                  | 6 min 47 s 93 | États-Unis Daniel Beery Dana Schmunk Joe Manion | 6 min 50 s 60 | Australie Tom Laurich Rob Jahrling Michael Toon | 6 min 53 s 77 |
| Deux de pointe M2-                 | Royaume-Uni James Cracknell Matthew Pinsent | 6 min 14 s 27 | Afrique du Sud Ramon di Clemente Donovan Cech | 6 min 15 s 60 | Croatie Siniša Skelin Nikša Skelin | 6 min 15 s 97 |
| Quatre de pointe avec barreur M4+  | Royaume-Uni Tom Stallard Steve Trapmore Luka Grubor Kieran West Christian Cormack                                                                            | 6 min 06 s 70 | Allemagne Arne Landgraf Martin Zobelt Jan-Martin Bröer Klaus Rogge Stefan Lier                                                                      | 6 min 08 s 88 | Croatie Igor Boraska Oliver Martinov Ivan Jukic Ninoslav Saraga Luka Travaš                                                                        | 6 min 10 s 54 |
| Quatre de pointe M4-               | Allemagne Sebastian Thormann Paul Dienstbach Philipp Stueer Bernd Heidicker                                                                                  | 5 min 41 s 35 | Royaume-Uni Steve Williams Josh West Toby Garbett Rick Dunn                                                                                         | 5 min 41 s 60 | Italie Niccolò Mornati Raffaello Leonardo Lorenzo Carboncini Carlo Mornati                                                                         | 5 min 44 s 12 |
| Huit M8+                           | Canada Matt Swick Kevin Light Ben Rutledge Kyle Hamilton Joe Stankevicius Andrew Hoskins Adam Kreek Jeff Powell Brian Price                                  | 5 min 26 s 92 | Allemagne Sebastian Schulte Thorsten Engelmann Jörg Diessner Stephan Koltzk Johannes Dobershütz Enrico Schnabel Ulf Siems Michael Ruhe Peter Thiede | 5 min 28 s 16 | États-Unis Ryan Torgerson Garrett Klugh Joseph Hansen Wolfgang Moser Michael Wherley Eric Mueller Bryan Volpenhein Jonathan Watling Pete Cipollone | 5 min 29 s 27 |
| Skiff poids légers LM1x            | Irlande Sam Lynch | 6 min 49 s 86 | Italie Stefano Basalini | 6 min 51 s 29 | États-Unis Steve Tucker | 6 min 52 s 94 |
| Deux de couple poids légers LM2x   | Italie Elia Luini Leonardo Pettinari | 6 min 10 s 80 | Pologne Tomasz Kucharski Robert Sycz | 6 min 13 s 50 | Danemark Mads Rasmussen Rasmus Quist | 6 min 14 s 82 |
| Quatre de couple poids légers LM4x | Italie Emanuele Federici Daniele Gilardoni Luca Moncada Filippo Mannucci                                                                                     | 5 min 51 s 89 | Espagne José Antonio Martín Martín Juan Luis Aguirre Barco Carlos Loriente Perez Alberto Domínguez Lorenzo                                          | 5 min 54 s 23 | Pays-Bas Wolter Blankert Koos de Loos Dylan van der Linde Marten Bosma                                                                             | 5 min 54 s 59 |
| Deux de pointe poids légers LM2-   | Chili Christian Yantani Garces Miguel Cerda Silva | 6 min 29 s 97 | Italie Carlo Gaddi Franco Sancassani | 6 min 31 s 94 | Royaume-Uni Ned Kittoe Nick English | 6 min 34 s 40 |
| Quatre de pointe poids légers LM4- | Danemark Thor Kristensen Thomas Ebert Stephan Mølvig Eskild Ebbesen                                                                                          | 5 min 47 s 21 | Italie Lorenzo Bertini Catello Amarante Salvatore Amitrano Bruno Mascarenhas                                                                        | 5 min 49 s 41 | Canada Douglas Vandor Iain Brambell Jonathan Mandick Gavin Hassett                                                                                 | 5 min 50 s 55 |
| Huit poids légers LM8+             | Italie Luigi Scala Alessandro Lodigiani Giuseppe Del Gaudio Nicola Moriconi Marco Paniccia Carlo Grande Stefano Fraquelli Bruno Pasqualini Vincenzi Di Palma | 5 min 35 s 05 | Allemagne Martin Raeder Lars Achtruth Martin Fauck Joachim Drews Marcus Puetz Matthias Hobein Sven Johannesmeier Christian Dahlke Jörg Dederding    | 5 min 36 s 61 | États-Unis Gavin Blackmore Eric Feins Josh Cashman Andrew Liverman Erik Miller Jon Douglas Thomas Paradiso Matthew Smith Bill McManus              | 5 min 38 s 21 |

### Femmes
| Épreuves                           | Or | Or            | Argent | Argent        | Bronze | Bronze        |
| ---------------------------------- | --- | ------------- | --- | ------------- | --- | ------------- |
| Skiff W1x                          | Bulgarie Rumyana Neykova | 7 min 07 s 71 | Biélorussie Ekaterina Karsten-Khodotovitch                                                                                           | 7 min 11 s 74 | Allemagne Katrin Rutschow | 7 min 17 s 07 |
| Deux de couple W2x                 | Nouvelle-Zélande Georgina Evers-Swindell Caroline Evers-Swindell                                                                     | 6 min 38 s 78 | Russie Larisa Merk Irina Fedotova | 6 min 41 s 06 | Italie Elisabetta Sancassani Gabriella Bascelli                                                                                          | 6 min 41 s 65 |
| Quatre de couple W4x               | Allemagne Peggy Waleska Marita Scholz Manuela Lutze Kerstin El Qalqili-Kowalski                                                      | 6 min 15 s 66 | Danemark Astrid Jespersen sarah Lauritzen Dorthe Pedersen Majbrit Nielsen                                                            | 6 min 16 s 84 | Biélorussie I. Jansen-Zakhareuskaya Volha Berazniova Ekaterina Karsten-Khodotovitch Maryia Varona                                        | 6 min 18 s 12 |
| Deux de pointe W2-                 | Roumanie Georgeta Damian-Andrunache Viorica Susanu                                                                                   | 6 min 53 s 80 | Canada Jacqui Cook Karen Clark | 6 min 57 s 08 | Biélorussie Yuliya Bichyk Natallia Helakh                                                                                                | 6 min 59 s 21 |
| Quatre de pointe W4-               | Australie Kristina Larsen Jodi Winter Rebecca Sattin Victoria Roberts                                                                | 6 min 26 s 11 | Canada Roslin McLeod Rachelle de Jong Darcy Marquardt Paulina Van Roessel                                                            | 6 min 28 s 32 | Chine Guifeng Zhao Cuiping Yang Huanling Cong Xueling Feng                                                                               | 6 min 31 s 28 |
| Huit W8+                           | États-Unis Kate Johnson Dana Peirce Caryn Davies Maite Urtasun Bernadette Marten Alison Cox Anna Cummins Kate Mackenzie Mary Whipple | 6 min 04 s 25 | Australie Jodi Winter Jo Lutz Julia Wilson Jane Robinson Rachael Taylor Rebecca Sattin Victoria Roberts Kristina Larsen Carly Bilson | 6 min 05 s 10 | Allemagne Anja Pyritz Maja Tucholke Britta Holthaus Dana Pyritz Nicole Zimmermann Susanne Schmidt Lenka Wech Silke Günther Annina Ruppel | 6 min 05 s 19 |
| Skiff poids légers LW1x            | Bulgarie Viktoriya Dimitrova | 7 min 28 s 89 | États-Unis Lisa Schlenker | 7 min 30 s 56 | Espagne Teresa Mas De Xaxars | 7 min 31 s 21 |
| Deux de couple poids légers LW2x   | Australie Sally Causby Amber Halliday                                                                                                | 6 min 52 s 84 | Allemagne Janet Radünzel Claudia Blasberg                                                                                            | 6 min 53 s 56 | Royaume-Uni Helen Casey Tracy Langlands                                                                                                  | 6 min 55 s 28 |
| Quatre de couple poids légers LW4x | Australie Zita van de Walle Marguerite Houston Miranda Bennett Hannah Every-Hall                                                     | 6 min 29 s 55 | Pays-Bas Mariel Pikkemaat Mirjam ter Beek Judith van Os Maud Klinkers                                                                | 6 min 30 s 01 | États-Unis Anne Finke Abigail Cromwell Michelle Borkhuis Wendy Tripician                                                                 | 6 min 32 s 48 |
| Deux de pointe poids légers LW2-   | Royaume-Uni Naomi Ashcroft Leonie Barron                                                                                             | 7 min 29 s 91 | Chili Paola Rodriguez Gallardo Carolina Godoy Alarcon                                                                                | 7 min 41 s 21 | Espagne Maria Almuedo Castillo Beatriz Casanueva                                                                                         | 7 min 47 s 26 |

### Para-aviron
| Épreuves                          | Or                                                                               | Or      | Argent                                                                                             | Argent  | Bronze                                                                          | Bronze  |
| --------------------------------- | -------------------------------------------------------------------------------- | ------- | -------------------------------------------------------------------------------------------------- | ------- | ------------------------------------------------------------------------------- | ------- |
| Skiff TA TAMix1x                  | États-Unis Scott Brown                                                           | 4:47.95 | États-Unis Angela Madsen                                                                           | 5:03.62 | Australie Peter Taylor                                                          | 6:17.44 |
| Quatre de pointe barré LTA LTAM4+ | Australie Ben Vines Brett Horten Bernard Pelten Glenn Blackley Susie Edwards (+) | 3:42.75 | Espagne Ramon Martin Marcos Vega Verona Juan Pedro Fiz Alfonso Galiano Martinez Javier Maestre (+) | 3:55.05 | États-Unis Aerial Gilbert Jean Longchamps Dwayne Adams Tracy Lee Lisa Boron (+) | 3:59.97 |

## Tableau des médailles
| Rang  | Nation           | Or | Argent | Bronze | Total |
| ----- | ---------------- | -- | ------ | ------ | ----- |
| 1     | Allemagne        | 5  | 4      | 3      | 12    |
| 2     | Italie           | 3  | 4      | 4      | 10    |
| 3     | Royaume-Uni      | 3  | 1      | 2      | 6     |
| 4     | Australie        | 3  | 1      | 1      | 5     |
| 5     | Bulgarie         | 2  | 0      | 0      | 2     |
| 6     | États-Unis       | 1  | 2      | 4      | 7     |
| 7     | Canada           | 1  | 2      | 1      | 4     |
| 8     | Danemark         | 1  | 1      | 1      | 3     |
| 9     | Chili            | 1  | 1      | 0      | 2     |
| 10    | Hongrie          | 1  | 0      | 0      | 1     |
| 10    | Irlande          | 1  | 0      | 0      | 1     |
| 10    | Nouvelle-Zélande | 1  | 0      | 0      | 1     |
| 10    | Roumanie         | 1  | 0      | 0      | 1     |
| 14    | Pologne          | 0  | 2      | 0      | 2     |
| 15    | Biélorussie      | 0  | 1      | 2      | 3     |
| 15    | Espagne          | 0  | 1      | 2      | 3     |
| 17    | Pays-Bas         | 0  | 1      | 1      | 2     |
| 18    | Afrique du Sud   | 0  | 1      | 0      | 1     |
| 18    | Russie           | 0  | 1      | 0      | 1     |
| 18    | Slovénie         | 0  | 1      | 0      | 1     |
| 20    | Croatie          | 0  | 0      | 2      | 2     |
| 22    | Chine            | 0  | 0      | 1      | 1     |
| 22    | Norvège          | 0  | 0      | 1      | 1     |
| Total | Total            | 24 | 24     | 24     | 72    |